# Vlag van Aubel
De vlag van Aubel is op onbekende datum bij raadsbesluit vastgesteld als de vlag van de Luikse gemeente Aubel. De vlag kan als volgt worden beschreven:
Twee even lange banen van groen en van wit.
De kleuren zijn afkomstig van het gemeentewapen.
De Raad van Heraldiek en Vexillologie (Frans: Conseil d’héraldique et de vexillologie) stelde een groene vlag met een wit kruisdragend hert, gebaseerd op het gemeentewapen.

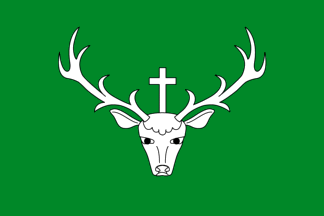
Vlagontwerp van de Raad van Heraldiek en Vexillologie